# Amfreville-la-Mi-Voie
Amfreville-la-Mi-Voie è un comune francese di 3 110 abitanti situato nel dipartimento della Senna Marittima, nella regione della Normandia.

## Società

### Evoluzione demografica
Abitanti censiti